# القليوبية (عمل)
أعمال القليوبية هو تقسيم جُغرافي مصري استُحدث في عهد السلطان المملوكي الناصر محمد بن قلاوون سنة 715هـ/1315م بعد أن أمر الناصر ابن قلاوون بإعادة روك مصر، واستحدث تلك الوحدة الإدارية الجديدة باقتطاع مناطق من غرب وجنوب الأعمال الشرقية لإنشائها، وجعل قاعدتها قليوب.

## نواحي أعمال القليوبية
أحصى ابن الجيعان في كتابه «التحفة السنية بأسماء البلاد المصرية» أعمال القليوبية، وهي:

### نواحي لا زالت باقية إلى اليوم
| المحافظة  | المركز          | القرى |
| --------- | --------------- | --- |
| القليوبية | الخانكة         | سرياقوس · القصير · حي الخنافس · سندوة |
| القليوبية | القناطر الخيرية | سندبيس · ججهور الكرم · الخاقانية · زفتى شطنوف · بيسوس · قشيرة الأبراج · شلقان · قرنفيل                                                                                       |
| القليوبية | بنها            | دجوه · باخة · مجول · مرصفا · منية عاصم |
| القليوبية | شبين القناطر    | نوى · شيبين القصر · تل بني تميم · طحا |
| القليوبية | طوخ             | قها · طوخ مجول · ججهور السمن · كياد · حصة المعنى · دير أولاد ختيم · برشوب · ترسا · دندنا · سنهرا · منية الفزاريين · قلقشندة · كوم النطرون · نُجطُهر · منية كنانة · نامون السدر |
| القليوبية | قليوب           | طنان · قلما · قليوب · بلقس · سنديون · صنافير · كوم أشفين · منية طي · منية نما · ناي                                                                                          |

### نواحي اندثرت مُحدّدة الموقع
| القرية      | ملاحظات |
| ----------- | --- |
| الخزان      | ذكرها ابن الجيعان في أعمال القليوبية، وأراضيها اليوم ضمن أراضي قرية العطارة.                                                     |
| السردوس     | ذكرها ابن الجيعان في أعمال القليوبية، أراضيها اليوم ضمن أراضي قرية باسوس.                                                        |
| جزيرة شلقان | ذكرها ابن الجيعان في أعمال القليوبية، وأراضيها ضمن أراضي قرية شلقان.                                                             |
| جزيرة نكيدا | ذكرها ابن الجيعان في أعمال القليوبية، اندثرت مساكنها كقرية، وتعرف اليوم باسم «جزيرة الشعير» وتتبع مدينة القناطر الخيرية.         |
| منى جعفر    | ذكرها ابن مماتي ضمن أعمال الشرقية، وابن الجيعان في أعمال القليوبية، ومحلها اليوم قريتي السلمانية وزاوية النجار.                  |
| منية قيصر   | ذكرها ابن مماتي ضمن أعمال الشرقية، وابن الجيعان في أعمال القليوبية، وقال أنها تسمى أيضًا «السنطة». وأراضيها ضمن أراضي مركز قليوب. |

### نواحي اندثرت مجهولة الموقع
- الزنقور[5]
- الفنارة[5]
- القرين[5]
- دمنة قط[8]
- كفر طوخ مجول[14]
- كفر قلقشندة[3]